# Remi Lindholm
Remi Lindholm (Rovaniemi, 17 gennaio 1998) è un fondista finlandese.

## Biografia
Appartiene alla minoranza degli svedesi di Finlandia. È figlio di Glen Lindholm e Johanna Ahlstrand, entrambi fondisti di caratura internazionale. Ha tre fratelli Kevin, Kent e Isac e una sorella, Mette. Intrattiene una relazione sentimentale con Katariina Aumo.
La sua squadra di club è l'Imatran Urheilijat. Ha debuttato in Coppa di Scandinavia a Vuokatti nel dicembre 2015, dove ha concluso 139° nella 15 km tecnica libera.
Ha fatto parte della spedizione finlandese ai Giochi olimpici giovanili di Lillehammer 2016 in cui si è classificato 10º nello sprint e 7º nel cross-country e nella 10 km tecnica libera. 
Nella stagione 2019/20 ha vinto i Campionati finlandesi junior nella 30 km mass start. Ai Campionati mondiali di sci U23 del 2020 a Oberwiesenthal è arrivato 30° nella 30 km mass start, 26° nella 15 km classica e a 8º nella staffetta. 
Ha esordito in Coppa del Mondo nel 2020 a Lahti, dove si è piazzato 48° nello skiathlon. Il giorno successivo ha ottenuto i suoi primi punti in Coppa del Mondo grazie all'8º posto nella staffetta. 
Ai Mondiali U23 di Vuokatti 2021, ha guadagnato il 15º posto nella 15 km tecnica libera e il 7º nella staffetta.
Ha rappresentato la Finlandia ai Giochi olimpici invernali di Pechino 2022, dove si è classificato 45º nella 15 km tecnica classica, 25º nello skiathlon e 28º nella 50 km tecnica libera. Nel corso di quest'ultima competizione, la cui distanza è stata ridotta a 28,4 km a causa delle condizioni climatiche avverse, ha subito un principio di congelamento del pene dovuto al vento ed alle temperature scese sotto i -20 gradi. Ai Mondiali di Planica 2023 si è piazzato 32º nella 15 km e 22º nello skiathlon e a quelli di Trondheim 2025 è stato 7º nella 50 km, 32º nello skiathlon e 10º nella staffetta.

## Palmarès

### Coppa del Mondo
- Miglior piazzamento in classifica generale: 48º nel 2024